# Diada de Sant Fèlix 2005
La diada castellera de Sant Fèlix celebrada el dia 30 d'agost del 2005 a Vilafranca del Penedès, va passar a la història, ja que els Castellers de Vilafranca van realitzar la millor actuació castellera de la història de totes les colles, fins aleshores. Aquest fet fou possible per dos motius principals, tots els castells que van realitzar foren dels considerats de gamma extra, i un d'aquests fou la torre de nou amb folre, un castell que van poder carregar i que mai s'havia fet fins aleshores. Aquest castell és considerat el de més dificultat fet fins al dia d'avui.

## Colles participants, castells assolits i puntuació
| Castellers de Vilafranca          | Pd5, Pd5, Pde4cam, 4de9fa, 2 de 9 amb folre (c), 3de10fm (c), Pd8fm (c) | 8065.00 |
| Colla Joves dels Xiquets de Valls | Pde5, Pde5, Pde4cam, 5de9f(id), 5de8, 4de9f, 3de9f, Pd7f                | 2611.00 |
| Colla Vella dels Xiquets de Valls | Pde5, Pde5, Pde4cam, 3de9f (c), 4de9f, 5de8, Pd7f                       | 2473.00 |
| Minyons de Terrassa               | Pde5, Pde5, Pde4cam, 2de9fm(c)**, 4de9f, 3de9f (i), Pd7f (c) Pde5       | 2320.00 |

- *(f) folre, (m) manilles, (c) carregat, (i) intent, (id) intent desmuntat, (a) agulla.
- **Al carregar el castell el pom de dalt es va despenjar, i tot i que les bases del Concurs de castells indicaven que el castell es consideraria descarregat, els Minyons consideren que no el van descarregar i el consideren només carregat.